# 1953

## Събития
- 27 юли – край на Корейска война
- 29 май – връх Еверест е изкачен от Едмънд Хилари и Тенсинг Норгей
- 1 септември – Самолетът при полет 178 на „Ер Франс“ се разбива във Френските Алпи близо до Барселонет. Всички 42 души на борда са загиват.
- Атанас Далчев е назначен в списание „Пламъче“ като преводач;
- Чарлз Кийлинг измерва концентрация на 310 ppm (0,031%) въглероден диоксид в земната атмосфера.

## Родени
- Петър Попзлатев, български кинорежисьор
- Робърт Родет, американски сценарист
- Робърт Чарлз Уилсън, канадски писател
- Стоян Денчев, български учен и политик
- Сава Боич, сръбски китарист
- 5 януари
  - Василий Соломин, съветски боксьор
  - Джордж Тенет, директор на ЦРУ
- 6 януари – Малкълм Йънг, китарист на AC/DC
- 7 януари – Велизар Енчев, български журналист
- 16 януари
  - Росен Елезов, български режисьор
  - Райнхард Иргл, германски писател
- 21 януари – Пол Алън, американски предприемач
- 22 януари – Джим Джармуш, американски режисьор
- 26 януари – Андерс Фог Расмусен, датски политик
- 28 януари – Хайгашод Агасян, български композитор
- 29 януари – Тереса Тен, тайванска певица
- 2 февруари – Константин Сиденко, руски военен деец
- 4 февруари – Китаро, японски музикант и композитор
- 11 февруари – Джеб Буш, американски политик
- 13 февруари
  - Любчо Йордановски, македонски политик
  - Христо Пимпирев, български учен и антарктически изследовател
- 14 февруари – Ханс Кранкъл, австрийски футболист
- 17 февруари – Ален Клод Зулцер, швейцарски писател
- 19 февруари
  - Атилио Бетега, италиански рали пилот
  - Кристина Фернандес де Кирхнер, аржентински политик
  - Иван Балсамаджиев, български актьор († 2010 г.)
- 21 февруари – Тодор Барзов, български футболист
- 22 февруари – Ромас Каланта, литовски национален герой
- 26 февруари – Васил Долапчиев, общественик, стопански деец и юрист
- 3 март
  - Йозеф Винклер, австрийски писател
  - Милко Божков, български художник
- 8 март – Чавдар Цветков, български футболист
- 15 март – Калуди Калудов, български оперен певец
- 16 март
  - Изабел Юпер, френска актриса
  - Ричард Столман, създател на Фондацията за свободен софтуер
- 19 март – Били Шиън, американски рок музикант
- 26 март – Ернст-Вилхелм Хендлер, германски писател
- 28 март – Тома Томов, български политик
- 29 март
  - Венцислав Арсов, български футболист
  - Георг Клайн, германски писател
  - Стефан Орманджиев, български футболен съдия († 2017 г.)
- 1 април – Венелин Тошков, български футболист
- 6 април – Кристофър Франк, германски музикант и композитор
- 11 април
  - Силва Бъчварова, българска художничка и сценографка
  - Ги Верхофстад, белгийски политик
- 15 април
  - Ирина Войнова, българска поетеса
  - Румен Бояджиев, български музикант и композитор
  - Пламен Ставрев, български певец, музикант и бард († 2011 г.)
- 20 април – Николай Грънчаров, български футболист
- 25 април – Весна Пусич, хърватски политик
- 28 април – Михаил Станчев, съветски и украински историк от български произход
- 6 май
  - Тони Блеър, британски политик
  - Греъм Сунес, британски футболист
- 12 май – Иван Странджев, български поет и драматург
- 13 май – Асен Гагаузов, български политик
- 15 май – Майк Олдфийлд, английски музикант
- 16 май – Пиърс Броснан, ирландски актьор
- 19 май – Константин Рамшев, български лекар
- 24 май – Алфред Молина, британски актьор
- 25 май
  - Гаетано Ширеа, италиански футболист
  - Ева Енслър, американска драматуржка
- 29 май
  - Александър Абдулов, руски актьор († 2008 г.)
  - Дани Елфман, американски музикант
- 8 юни – Иво Санадер, хърватски политик
- 13 юни – Тим Алън, американски комик и актьор
- 15 юни – Мери Цетинич, хърватска певица, композиторка и музикантка
- 21 юни – Беназир Бхуто, пакистански политик и държавник
- 23 юни – Никола Калипари, италиански полицейски служител и разузнавач († 2005 г.)
- 25 юни – Иван Илчев, български историк
- 28 юни – Христо Харалампиев, български скулптор
- 6 юли – Ренета Инджова, български политик
- 13 юли – Оливер Мандич, сръбски певец и композитор
- 20 юли – Дейв Евънс, британски певец и музикант
- 24 юли – Валерия Фол, българска траколожка, професор
- 26 юли – Петко Москов, скулптор, художник
- 31 юли – Станимир Илчев, български политик
- 1 август – Игор Дамянов, български политик
- 8 август – Найджъл Менсъл, пилот от Формула 1
- 14 август – Джеймс Хорнър, американски композитор († 2015 г.)
- 18 август
  - Ма Дзиен, китайски писател
  - Серджо Кастелито, италиански актьор и режисьор
- 29 август – Душана Здравкова, български политик
- 1 септември – Валентин Пензов, български композитор († 2019 г.)
- 2 септември – Джон Зорн, американски музикант
- 13 септември – Мария Статулова, българска театрална и кино актриса
- 22 септември – Сеголен Роаял, френски политик
- 23 септември – Димитър Атанасов, български писател († 2014 г.)
- 27 септември – Клаудио Джентиле, италиански футболист
- 29 септември
  - Атанас Атанасов, български политик
  - Майкъл Толбот, американски писател
- 7 октомври – Тико Торес, кубински музикант
- 8 октомври – Йордан Нихризов, български политик
- 10 октомври – Дейвид Лий Рот, американски рок музикант
- 11 октомври – Дейвид Морз, американски актьор
- 15 октомври – Иван Чомаков, български политик
- 16 октомври – Фалкао, бразилски футболист
- 18 октомври – Георги Райков, български борец
- 20 октомври – Клари Катона, унгарска певица
- 31 октомври – Пролет Велкова, журналистка
- 2 ноември – Велислава Дърева, българска журналистка и публицистка
- 4 ноември – Карлос Гутиерес, американски политик
- 12 ноември – Василис Карас, гръцки певец († 2023 г.)
- 14 ноември
  - Доминик дьо Вилпен, френски политик
  - Николай Арабов, български футболист
- 8 декември – Ким Бейсинджър, американска киноактриса и фотомодел
- 9 декември – Джон Малкович, американски актьор
- 17 декември – Александър Белявски, словенски шахматист
- 18 декември – Петър Кънев, български политик и инженер
- 26 декември – Леонел Фернандес, президент на Доминиканската република
- 27 декември – Едвин Сугарев, български поет, политик и общественик
- 28 декември – Ричард Клайдерман, френски пианист

## Починали
- Джеймс Крафт, индустриалец и изобретател
- Райчо Славков, български военен деец
- Хаки Стърмили, албански писател
- 13 януари – Христо Метев, фабрикант
- 5 март
  - Йосиф Сталин, съветски политик (р. 1879 г.)
  - Сергей Прокофиев, руски композитор
- 28 март – Джим Торп, американски спортист
- 4 април – Карол II, крал на Румъния
- 23 април – Питър Де Розе, американски композитор (р. 1900 г.)
- 24 април – Иван Солоневич, руски публицист, мислител, спортист и лагерист в ГУЛАГ(р. 1891 г.)
- 16 май – Джанго Райнхарт, белгийски музикант от цигански произход
- 7 юни – Димитър Влахов, македонски политически деец и журналист (р. 1878 г.)
- 25 юни – Стефан Баджов, български художник
- 11 август – Тацио Нуволари, Бивш автомобилен пилот
- 1 септември – Теодор Капидан, румънски лингвист
- 7 септември – Нобуюки Абе, японски политик (р. 1875 г.)
- 10 септември – Андон Кьосето, български революционер
- 23 септември – Гончигийн Бумценд, монголски политик (р. 1881 г.)
- 24 септември
  - Бертолд Фиртел, австрийски поет, драматург и режисьор
  - Лусиен Леви-Дурмер, френски художник и грънчар
- 28 септември – Едуин Хъбъл, американски астроном (р. 1889 г.)
- 10 октомври – Георги Попов, български военен деец
- 15 октомври – Георги Овчаров, български архитект
- 29 октомври – Александър Жендов, български художник (р. 1901 г.)
- 30 октомври – Имре Калман, унгарски композитор
- 1 ноември – Александър Гиргинов, български политик (р. 1879 г.)
- 8 ноември – Иван Бунин, руски писател, лауреат на Нобелова награда за литература през 1933 г. (р. 1870 г.)
- 9 ноември
  - Ибн Сауд, крал на Саудитска Арабия (р. 1880 г.)
  - Дилън Томас, уелски поет
- 20 ноември – Цено Тодоров, български художник – живописец
- 27 ноември – Юджийн О'Нийл, американски драматург
- 30 ноември – Франсис Пикабиа, френски художник (р. 1879 г.)
- 23 декември – Лаврентий Берия, съветски политик (р. 1899 г.)

## Нобелови награди
- Физика – Фриц Цернике
- Химия – Херман Щаудингер
- Физиология или медицина – Ханс Адолф Кребс, Фриц Липман
- Литература – Уинстън Чърчил
- Мир – Джордж Катлет Маршал